# 육창 유씨
육창 유씨(陸昌柳氏)는 전라남도 영광군을 본관으로 하는 한국의 성씨이다. 시조는 고려에서 호장(戶長)을 지낸 유세영(柳世英)이다.

## 참고 자료
- “육창유씨(陸昌柳氏)”. 뿌리를 찾아서.[깨진 링크(과거 내용 찾기)]